# Sierra de Shammar
La sierra de Shammar ( en árabe: جِبَال شَمَّر‎, romanizado: Jibāl Shammar ) es una cadena montañosa en la provincia de Ha'il, en el noroeste de Arabia Saudita . Incluye las pequeñas sierras de Ajā ( أَجَا) y de Salma. 

## Geología

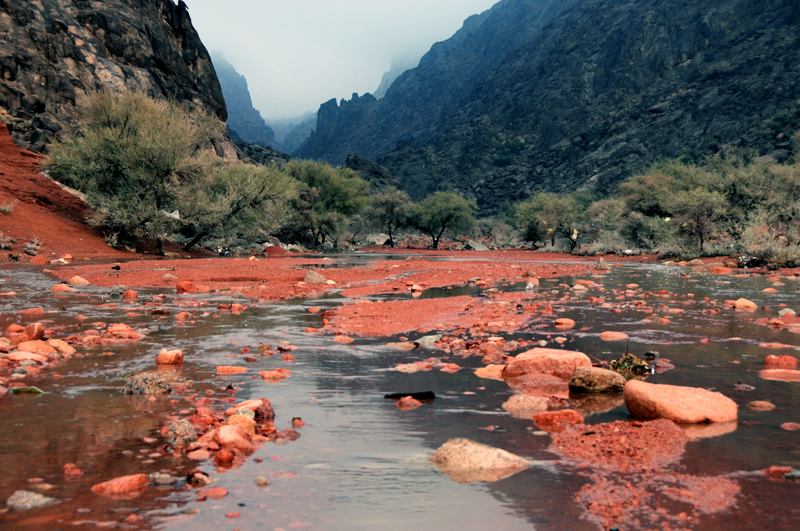
Paisaje de la sierra de Aja

La sierra de Aja está formada en cierta medida por granito, mientras que la sierra de Salma está formadas por basalto. La frase "formación Hadn" fue utilizada por Chevremont (1982) para referirse a las rocas volcánicas del área de Ha'il, y Hadley y Schmidt (1980) la trataron como parte de una secuencia silícica y volcánica denominada "Grupo Shammar", en un contexto regional más amplio. 

## Fauna silvestre
El área protegida de la sierra de Aja es de importancia ecológica .  Dos guepardos asiáticos, los últimos conocidos en el país, fueron matados cerca de Ha'il en 1973, y sus pieles se guardaron cerca del Palacio de Imara durante unos días.

## Picos
- Monte Aja ( en árabe: جَبَل أَجَا‎, romanizado: Jabal Ajā ) [3]
- Monte Samra' ( en árabe: جَبَل ٱلسَّمْرَاء‎, romanizado: Jabal As-Samrā’ ) [3]

## Galería

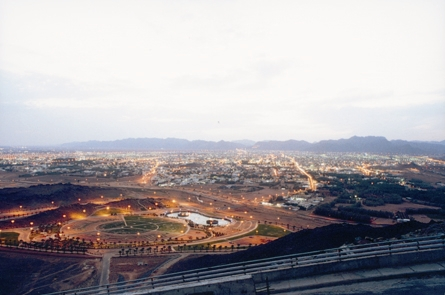
Una vista de la ciudad de Ha'il desde la cima del cerro de Samra
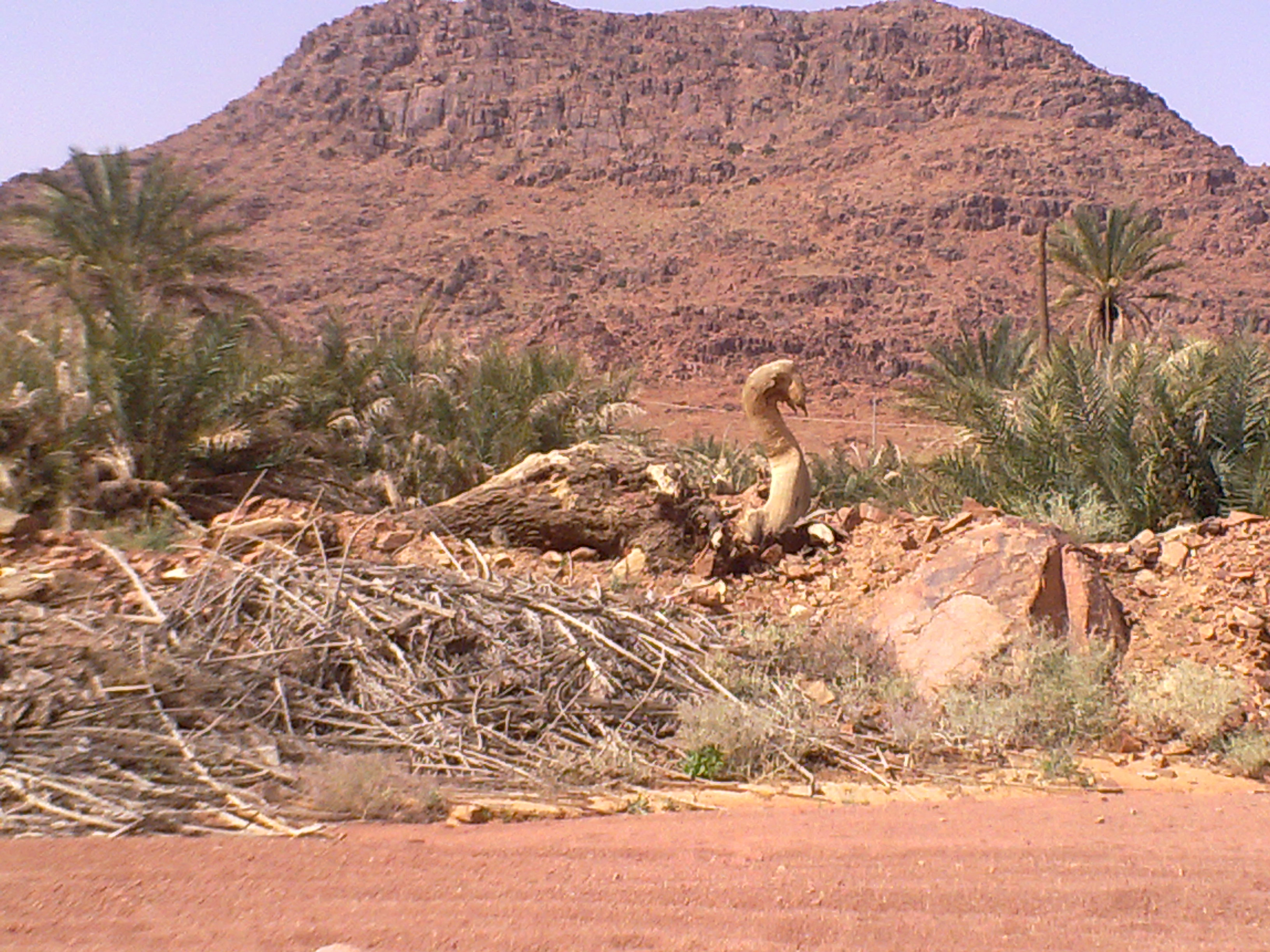
Forma de pájaro natural
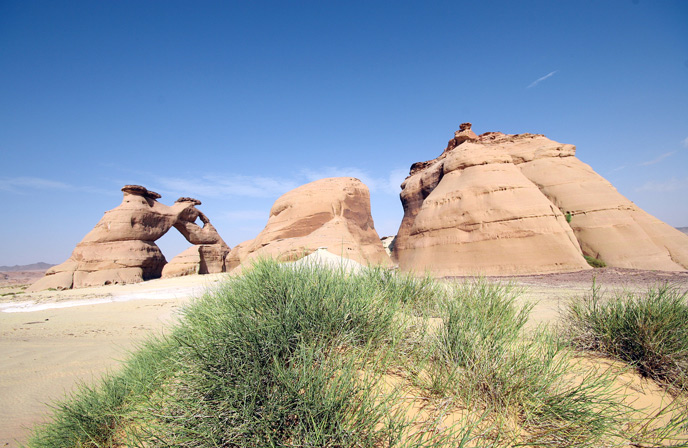
Formación rocosa majah